# Louis Modeste Wendingoudi Ouédraogo
 (juin 2025).
La mise en forme du texte ne suit pas les recommandations de Wikipédia : il faut le « wikifier ».
Les points d'amélioration suivants sont les cas les plus fréquents. Le détail des points à revoir est peut-être précisé sur la page de discussion.
- Les titres sont pré-formatés par le logiciel. Ils ne sont ni en capitales, ni en gras.
- Le texte ne doit pas être écrit en capitales (les noms de famille non plus), ni en gras, ni en italique, ni en « petit »…
- Le gras n'est utilisé que pour surligner le titre de l'article dans l'introduction, une seule fois.
- L'italique est rarement utilisé : mots en langue étrangère, titres d'œuvres, noms de bateaux, etc.
- Les citations ne sont pas en italique mais en corps de texte normal. Elles sont entourées par des guillemets français : « et ».
- Les listes à puces sont à éviter, des paragraphes rédigés étant largement préférés. Les tableaux sont à réserver à la présentation de données structurées (résultats, etc.).
- Les appels de note de bas de page (petits chiffres en exposant, introduits par l'outil «  Source ») sont à placer entre la fin de phrase et le point final[comme ça].
- Les liens internes (vers d'autres articles de Wikipédia) sont à choisir avec parcimonie. Créez des liens vers des articles approfondissant le sujet. Les termes génériques sans rapport avec le sujet sont à éviter, ainsi que les répétitions de liens vers un même terme.
- Les liens externes sont à placer uniquement dans une section « Liens externes », à la fin de l'article. Ces liens sont à choisir avec parcimonie suivant les règles définies. Si un lien sert de source à l'article, son insertion dans le texte est à faire par les notes de bas de page.
- La présentation des références doit suivre les conventions bibliographiques. Il est recommandé d'utiliser les modèles {{Ouvrage}}, {{Chapitre}}, {{Article}}, {{Lien web}} et/ou {{Bibliographie}}. Le mode d'édition visuel peut mettre en forme automatiquement les références.
- Insérer une infobox (cadre d'informations à droite) n'est pas obligatoire pour parachever la mise en page.

Pour une aide détaillée, merci de consulter Aide:Wikification.
Si vous pensez que ces points ont été résolus, vous pouvez retirer ce bandeau et améliorer la mise en forme d'un autre article.
 (juin 2025).
Motif : absence de sources secondaires centrées sur la personne indépendantes et pérennes. Cette personne, contrairement à ce qui est annoncé dans le RI n'est pas une personnalité politique/homme d'État, mais bien un juriste qui occupe une charge administrative. WP:NPP ne s’applique pas ici. En l'état HC WP:CGN
- Archive Wikiwix
- Bing
- Cairn
- DuckDuckGo
- E. Universalis
- Gallica
- Google
- G. Books
- G. News
- G. Scholar
- Persée
- Qwant
- (zh) Baidu
- (ru) Yandex
- (wd) trouver des œuvres sur Wikidata

| 1. | Préciser le motif de la pose du bandeau. | Précisez le motif de la pose du bandeau en utilisant la syntaxe suivante : {{admissibilité à vérifier\|date=juillet 2025\|motif=remplacez ce texte par le motif}}                                        |
| 2. | Informer les utilisateurs concernés.     | Pensez à avertir le créateur de l'article, par exemple, en insérant le code ci-dessous sur sa page de discussion : {{subst:avertissement admissibilité à vérifier\|Louis Modeste Wendingoudi Ouédraogo}} |

Louis Modeste Wendingoudi Ouédraogo né le 19 septembre 1981 à Koupéla est un homme d’État burkinabè. Juriste, spécialiste des TIC et expert en droit numérique et en politique de régulation des services publics en réseaux, il est le Président du Conseil supérieur de la communication du Burkina Faso. Une institution de régulation de l’information et de la communication rattachée à la Présidence du Faso.

## Biographie

### Enfance & Etudes
Louis Modeste Ouédraogo naît à Koupéla en 1981. À l’Université après le Baccalauréat, il opte pour les Sciences juridique, option Droit publique. Il obtient la Maîtrise en 2006. La formation est complétée en Management et Conduite de Changement, Propriété intellectuelle, Passation des marchés publics, Droit de l’audiovisuel, Droit des contrats et en planification stratégique, respectivement à Loumbila, à L’OMPI (en ligne), au CIFOPE et à l’INA (Paris-France).
À l’Université de Limoges en France, il fait le Master II Professionnel en Droit- Économie-Gestion en 2008 avec la mention Environnement et Territoire, spécialité Droit International et comparé de l’Environnement. En 2010, Louis fait un 2e Master II en Recherche, Droit-Économie-Gestion, Mention Information et communication, spécialité Droit des Médias.

### Parcours Professionnel
Depuis août 2024, Louis Modeste est le Président du Conseil supérieur de la communication du Burkina Faso,,. Il a été nommé par le Président du Faso, le Capitaine Ibrahim Traoré, en remplacement de Idrissa Ouédraogo. De janvier à juillet 2024, il en était le Vice-Président.
Auparavant, chargé de mission, il a été secrétaire général de 2017 à 2018. Il a rejoint l’institution en 2007 en tant que Juriste, responsable juridique. Il a occupé respectivement les postes de directeur général des affaires juridique, chef de département des affaires juridique et du contentieux, chef du service des activités audiovisuelles et de la publicité.
De 2015 à 2017, il a été enseignant à temp plein à l’Université Ouaga II et moniteur de travaux dirigés en « Introduction au Droit, Droit constitutionnel, Droit administratif » et des travaux de Recherche. Consultant-formateur, il a donné des cours dans plusieurs instituts privés et travailler avec des cabinets d’avocats.
Sous son leadership, plusieurs actions sont réalisées notamment la suspension des émissions de Canal+  notamment - The Bachelor- et le rappel de Canal+ a diffuser gratuitement les chaines nationales du Burkina sur le territoire après expiration de l'abonnement.

### Vie associative
Secrétaire général et membre fondateur de l’Association pour le Mieux-être des Personnes Défavorisées (AMPD), Louis Modeste a été le Président de la Mutuelle des travailleurs du CSC et Membre fondateur de l’Association des Étudiants toulousains du Faso (AEFaT/Toulouse-) en France.

### Vie familiale
Louis Modeste est marié et père de trois enfants.

## Distinctions
Chevalier de l’Ordre de l’Etalon
Chevalier de l’Ordre du Mérite des Arts, des Lettres et de la Communication.